# Autoroute A 38
Die Autoroute A 38 ist eine französische Autobahn mit Beginn in Pouilly-en-Auxois und Ende in Dijon. Ihre Länge beträgt 38 km.

## Geschichte
- 28. Juni 1975: Eröffnung Pouilly-en-Auxois – Plombières-lès-Dijon (A 6 – Abfahrt 33)
- ?. ? 1991: Eröffnung Plombières-lès-Dijon – Talant (Abfahrt 33 – RD905)

## Großstädte an der Autobahn
- Dijon